# Bistum La Vega
Das Bistum La Vega (lat.: Dioecesis Vegensis, span.: Diócesis de La Vega) ist eine in der Dominikanischen Republik gelegene römisch-katholische Diözese mit Sitz in Concepción de la Vega.

## Geschichte
Das Bistum am 25. September 1953 durch Papst Pius XII. mit der Päpstlichen Bulle Si magna et excelsa aus Gebietsabtretungen des Erzbistums Santo Domingo errichtet und diesem als Suffraganbistum unterstellt. Am 16. Januar 1978 gab das Bistum La Vega Teile seines Territoriums zur Gründung des Bistums San Francisco de Macorís ab. Das Bistum La Vega wurde am 14. Februar 1994 dem Erzbistum Santiago de los Caballeros als Suffraganbistum unterstellt.

## Bischöfe von La Vega
- Francisco Panal Ramírez OFM, 1956–1965
- Juan Antonio Flores Santana, 1966–1992, dann Bischof von Santiago de los Caballeros
- Antonio Camilo González, 1992–2015
- Héctor Rafael Rodríguez Rodríguez MSC, 2015–2023, dann Erzbischof von Santiago de los Caballeros
- Carlos Tomás Morel Diplán, seit 2024

## Weblinks

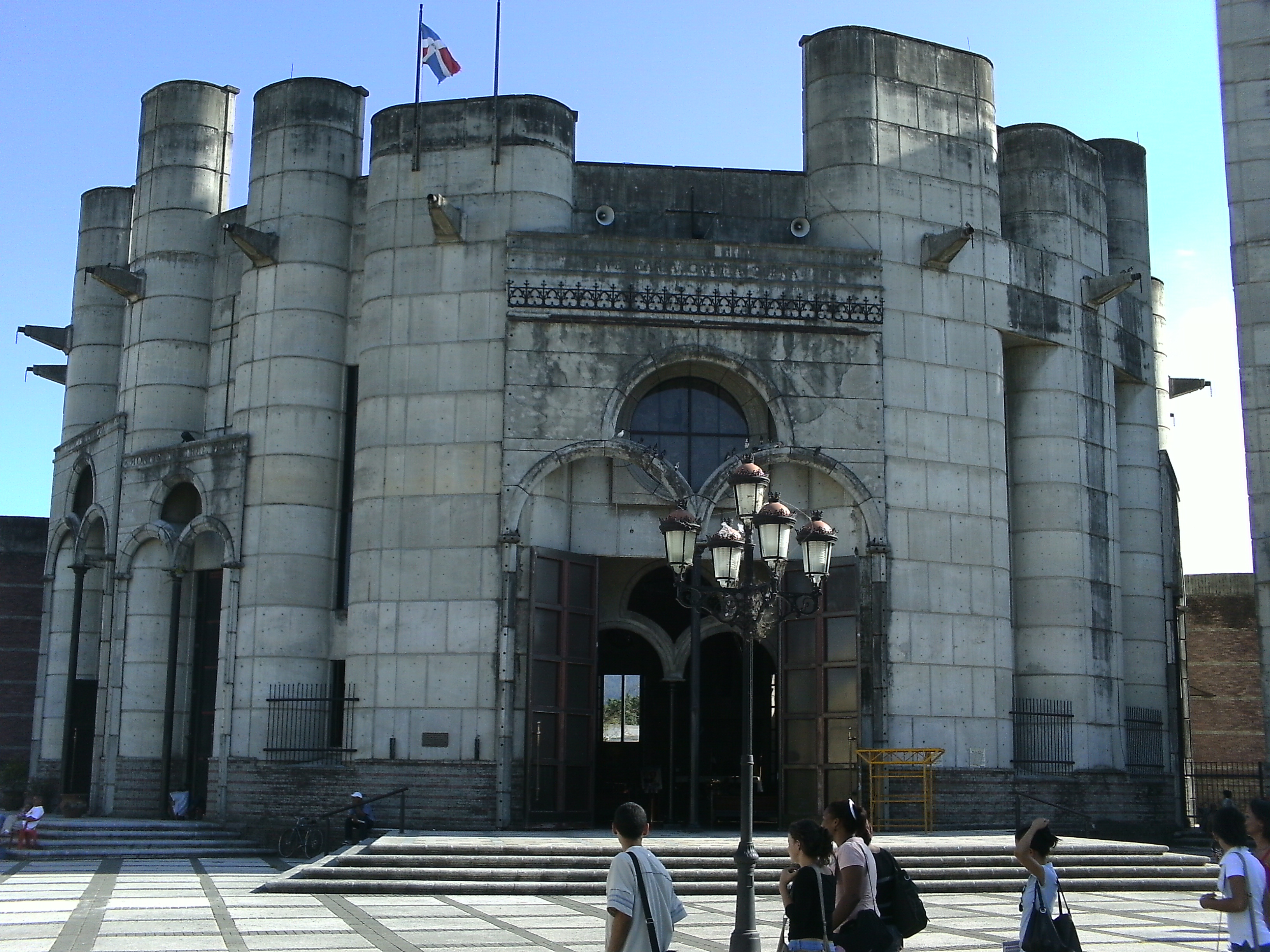
Kathedrale La Vega